# Birgitta Hede
Birgitta Hede var en svensk societetsskönhet och skådespelare.
I samband med sin filmdebut 1932 beskrevs Hede i en artikel i Filmjournalen som "societetsflicka och skönhetsdrottning". I artikeln uppgav hon själv att hon var uppvuxen delvis i Italien och på Franska rivieran med sin mor. Hon hade där bedrivit konststudier men också deltagit i och vunnit en skönhetstävling i Nizza. Efter det senare hade hon fått olika filmerbjudanden, bland annat från franska bolag. Hennes mor hade dock först motsatt sig detta men slutligen givit sitt medgivande då även Svensk Filmindustri hört av sig. Sedan debutfilmen haft premiär skrev samma tidning att "vi få hoppas att Filmindustri lagar att den blonda skönhetsdrottningen också stannar inom landet, när hon nu föredragit att filma här".
I ett pressutskick för Hedes andra svenska film, Eva går ombord, skrev produktionsbolaget om hennes roll att "i ensemblen [ingår] den unga societetsdebutanten Birgitta Hede i rollen som modern, ung, vacker flicka".

## Filmografi
- 1932 – Svärmor kommer - Sally, hembiträde
- 1934 – Eva går ombord - Marianne, båtpassagerare